# فرزندان سانچز
فرزندان سانچز نام یک کتاب ادبی است که توسط اسکار لوئیس، نویسندهٔ اهل ایالات متحده آمریکا نوشته شده‌است.

## دربارۀ کتاب
این کتاب دربارۀ خانوادۀ فقیری در شهر مکزیکوسیتی است. شخصیت‌های داستان خسوس سانچز، پدر خانواده، پنجاه سال دارد و چهار فرزندش مانوئل سی‌ودو ساله، روبرتو بیست‌ونه ساله، کونسوئلو بیست‌وهفت ساله و مارتا بیست‌وپنج ساله هستند. این کتاب به خواننده تصویری از زندگی درونی یک خانواده نمایش می‌دهد و نشان می‌دهد که پرورده شدن در یکی از محله‌های پست، در قلب یک شهر بزرگ آمریکای لاتین که تغییر اقتصادی اجتماعی سریعی را از سر می‌گذراند، چگونه است.